# Supply River
Supply River är ett vattendrag i Australien. Det ligger i delstaten Tasmanien, i den sydöstra delen av landet, omkring 180 kilometer norr om delstatshuvudstaden Hobart.
I omgivningarna runt Supply River växer i huvudsak städsegrön lövskog. Runt Supply River är det glesbefolkat, med 10 invånare per kvadratkilometer. Genomsnittlig årsnederbörd är 1 279 millimeter. Den regnigaste månaden är augusti, med i genomsnitt 174 mm nederbörd, och den torraste är januari, med 42 mm nederbörd.